# Yvon Fortin
Yvon Fortin est un professeur de physique et un vulgarisateur scientifique québécois (Canada).  Il a enseigné la physique de 1978 à 2013  au Cégep Garneau dans la ville de Québec,.
Il est le créateur du Centre de démonstration en sciences physiques situé au Cégep Garneau, un amphithéâtre et un laboratoire multimédia permettant la démonstration de phénomènes physiques au public grâce à des montages de sa conception.
Il est le créateur du concours pan-québécois pour jeunes scientifiques du collégial Science, on tourne!, rendu à sa quatorzième édition annuelle en 2005.  Certains de ses montages scientifiques ont été présentés au Palais de la découverte de Paris (France).  Il est également le concepteur de 143 montages de vulgarisation scientifique du Visionarium (en) de Porto (Portugal). Il a collaboré aux expositions du Centre des sciences de Montréal, du Cosmodôme de Laval et au Musée de la civilisation de Québec.
Il est lauréat en 2007 du Prix Michael-Smith pour l'avancement des sciences décerné par le Conseil de recherches en sciences naturelles et en génie du Canada pour son œuvre en vulgarisation scientifique,.